# 신화 속 성소수자
신화 속 성소수자 주제는 신화에 등장하는 성소수자 주제를 말한다.

## 같이 보기
- 퀴어 신학
- LGBT의 역사